# Maçoneria
|  | Aquest article tracta sobre construcció. Vegeu-ne altres significats a «Francmaçoneria». |

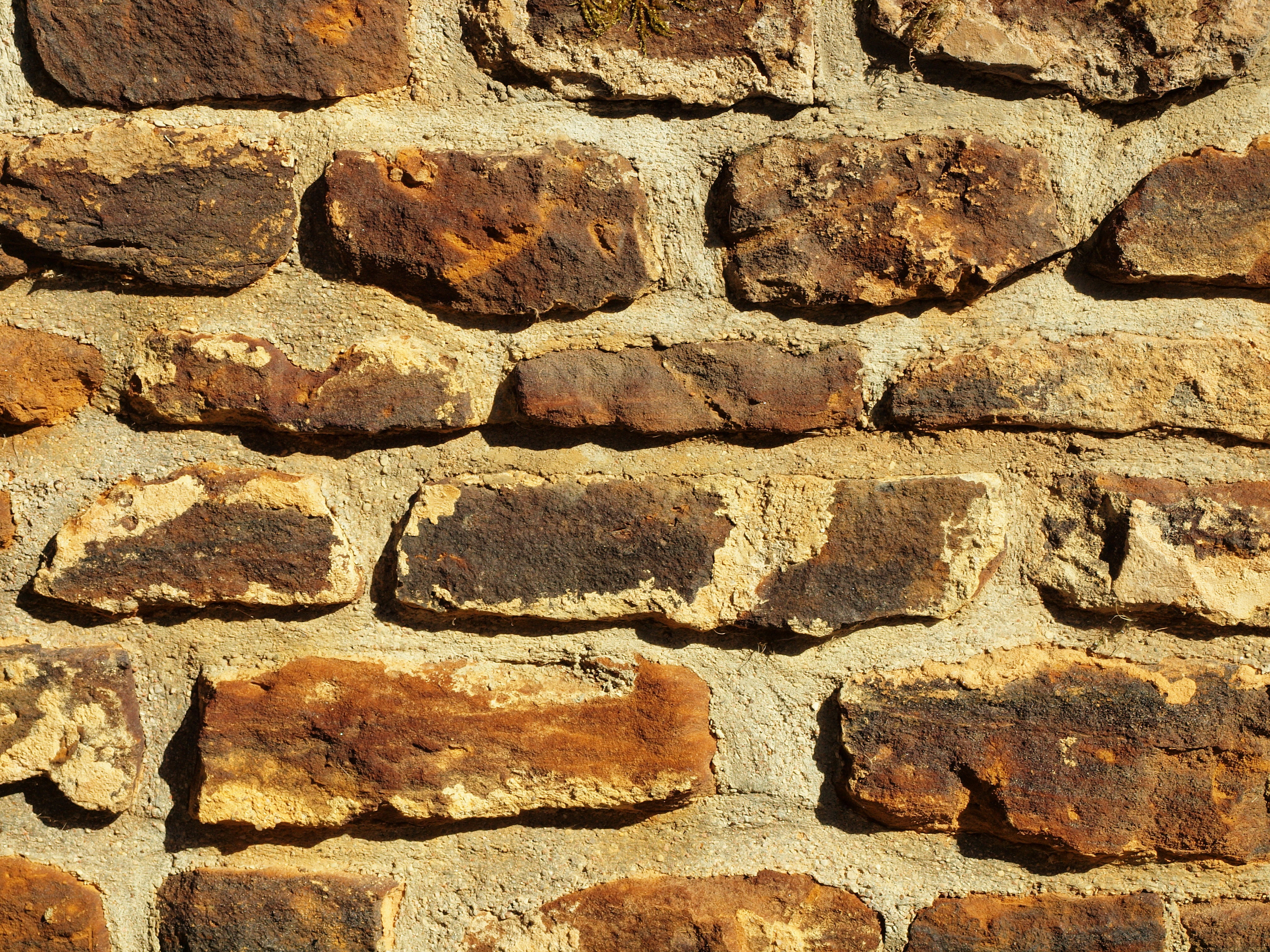
Detall de pedres rejuntades d'un mur de maçoneria a Toucy, França

La maçoneria o mamposteria és un tipus d'obra de construcció realitzada amb pedra, maons o altres elements de la construcció que es disposen en sec o es lliguen entre ells amb materials de cohesió com l'argamassa o el morter.
L'obra de maçoneria és realitza amb la sobreposició o ajustament ordenat o encavalcat de peces o elements individuals ja siguin maons, rajols, blocs ceràmics o de formigó, de pedres o carreus, tallats o sense tallar o altres materials. El lligatge entre les unitats és generalment a base de junts de morter. Algunes construccions històriques s'han realitzat sense junts, és a dir, en sec o contacte directe entre pedres o carreus.
El terme maçoneria també s'usa per a anomenar o referir-se a les unitats o peces de maçoneria (carreus, pedres, maons, blocs, rajols)
La maçoneria de pedra seca s'elabora amb pedres irregulars i de dimensions variables, sobreposades formant paret, sense cap material de lligament. La maçoneria amb moter empra com a lligament el morter de calç o de ciment,

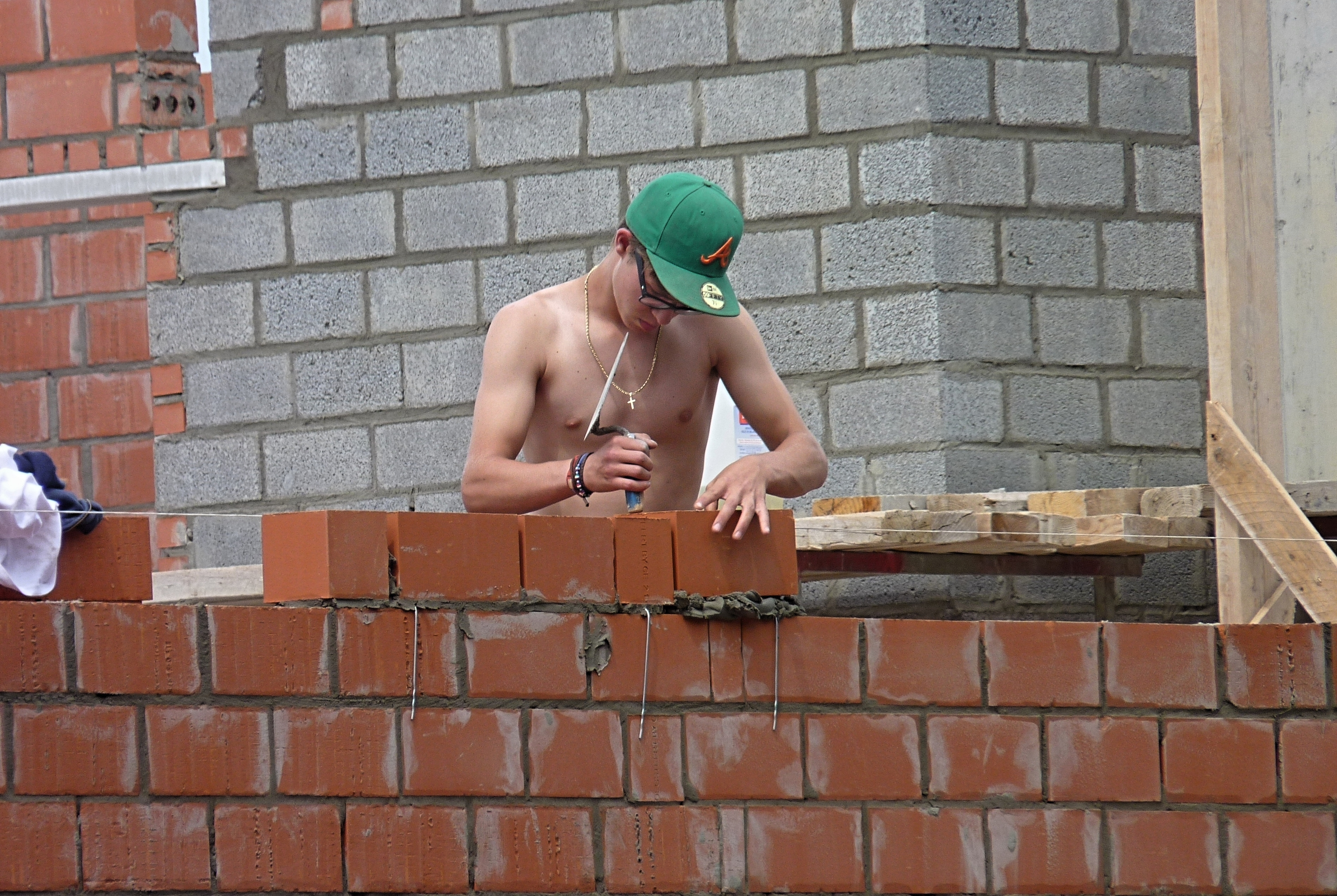
Paleta construint un mur en amb maçoneria de maons

La maçoneria pot incloure altres treballs, d'acabat com els arrebossats de morter. Altres materials també poden ser integrats en l'obra com els blocs de vidre i la tova. La maçoneria és generalment una forma de construcció molt duradora. La persona que construeix obres de maçoneria s'anomena paleta.

## Història
La maçoneria és un dels oficis de construcció més antics del món. La construcció de piràmides egípcies, aqüeductes romans i catedrals medievals són exemples de maçoneria. Les primeres estructures utilitzaven el pes de la mateixa maçoneria per estabilitzar l'estructura davant els moviments laterals. Els tipus i tècniques de maçoneria utilitzats van evolucionar amb les necessitats arquitectòniques i les normes culturals. Des de mitjans del segle xx, la maçoneria ha comptat sovint amb elements reforçats amb acer per ajudar a suportar la força de tensió present en els sistemes moderns d'edificis prims, lleugers i alts.

## Obres de maçoneria

### Maçoneria ordinària

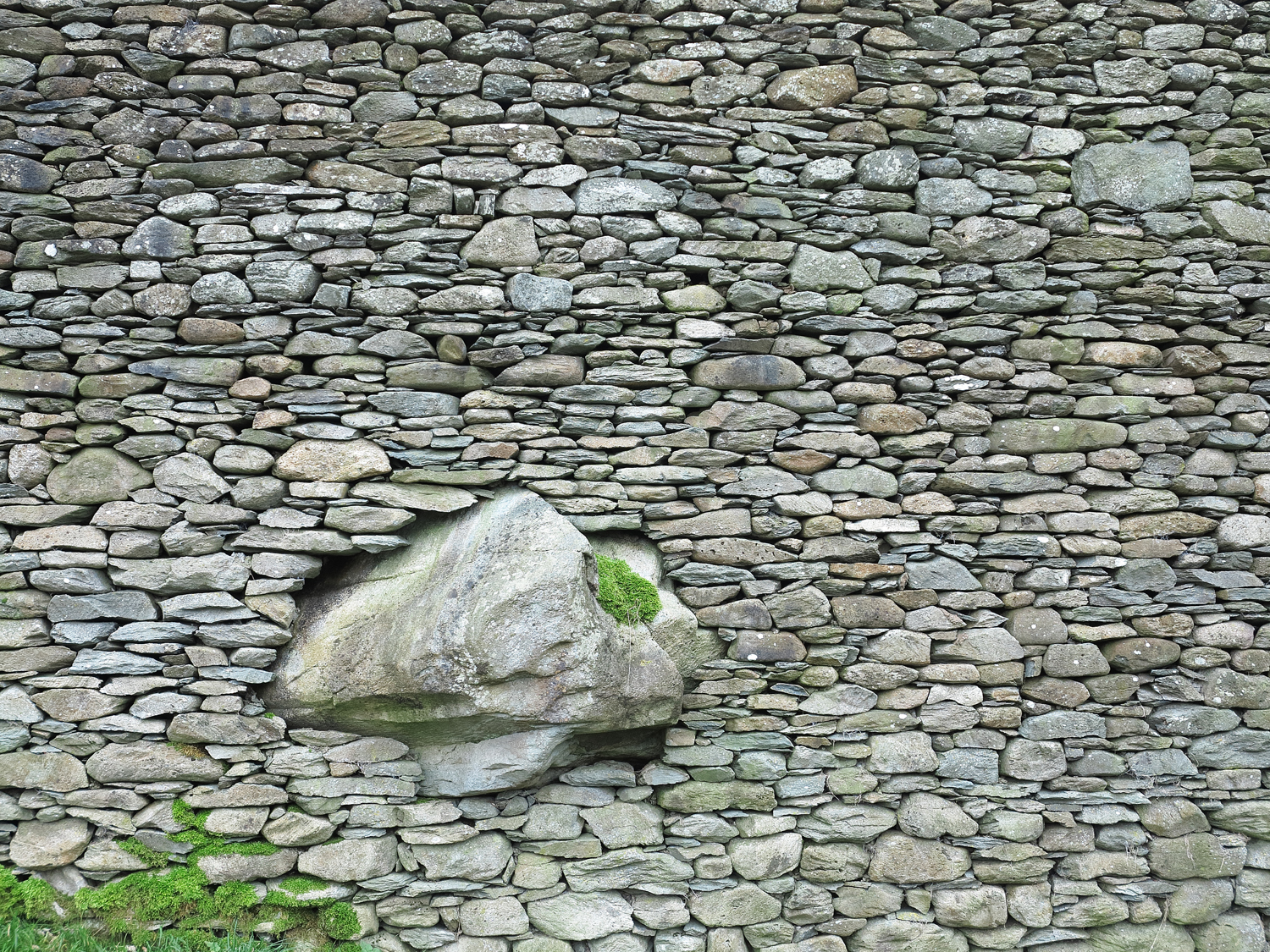
Mur de maçoneria de pedra en sec engolint una gran roca a Lakes, Anglaterra

Amb utilització de morters de ciment, de guix o de calç per a fixar els elements com pedres o maons. La calç, el guix o el ciment també s'usen per a emplenar les juntes o espais que van quedant entre mig (rejuntat).

### Maçoneria en sec
Sense l'ús de morters, els elements utilitzats, bàsicament pedres, són adequadament col·locats els uns sobre els altres garantint-ne l'estabilitat i la qualitat de la construcció. Els espais buits entre pedres irregulars són emplenats amb trossos més petits anomenats rebles o reblons, és a dir, pedres més petites que encaixen entre els espais buits o orificis que resten entre pedres o elements.

### Maçoneria carejada

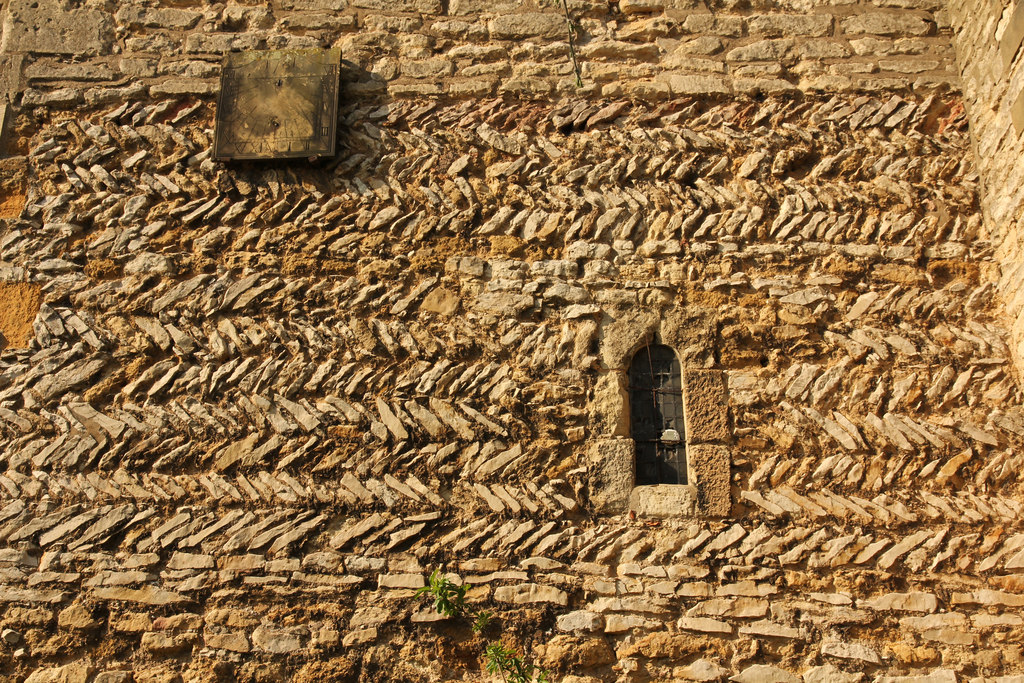
Maçoneria amb obra d'espiga en un mur a Broughton, Gal·les

Els maons o les pedres irregulars es tallen i les seves cares s'usen a la part exterior de l'obra. Aquest tipus de maçoneria usa pedres que no tenen la mateixa forma i mida, per això cal el carejat de les que queden a la vista.

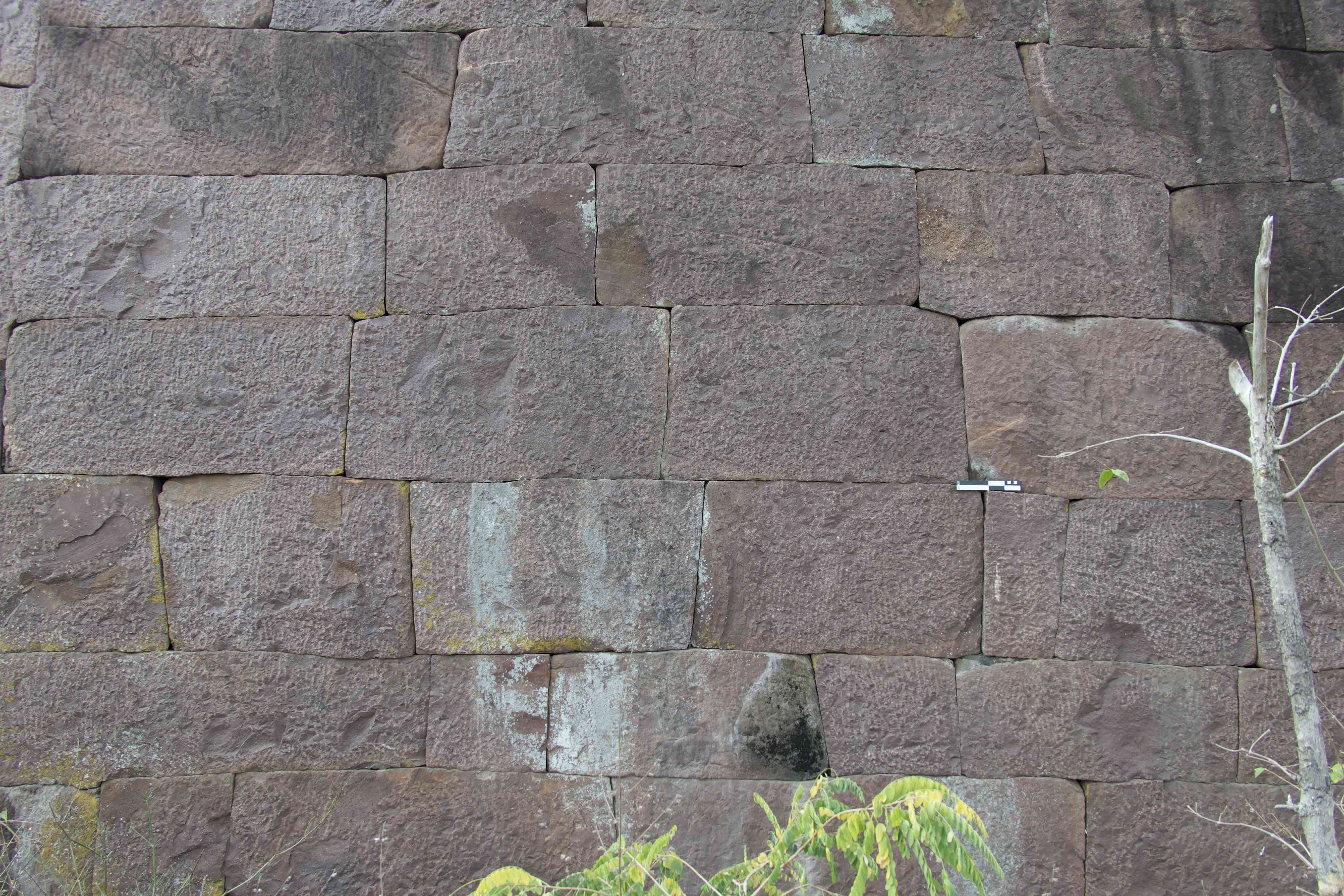
Detall dobra de maçoneria amb grans carreus ajustats en sec en un edifici del segle XII, Índia

### Maçoneria concertada
És la tècnica on els paredats són col·locats de forma poligonal i per tal que les seves cares estiguin ben juntes. Forma un aparell de pedres irregulars de grans dimensions (aparell ciclopi) poc o gens treballades.

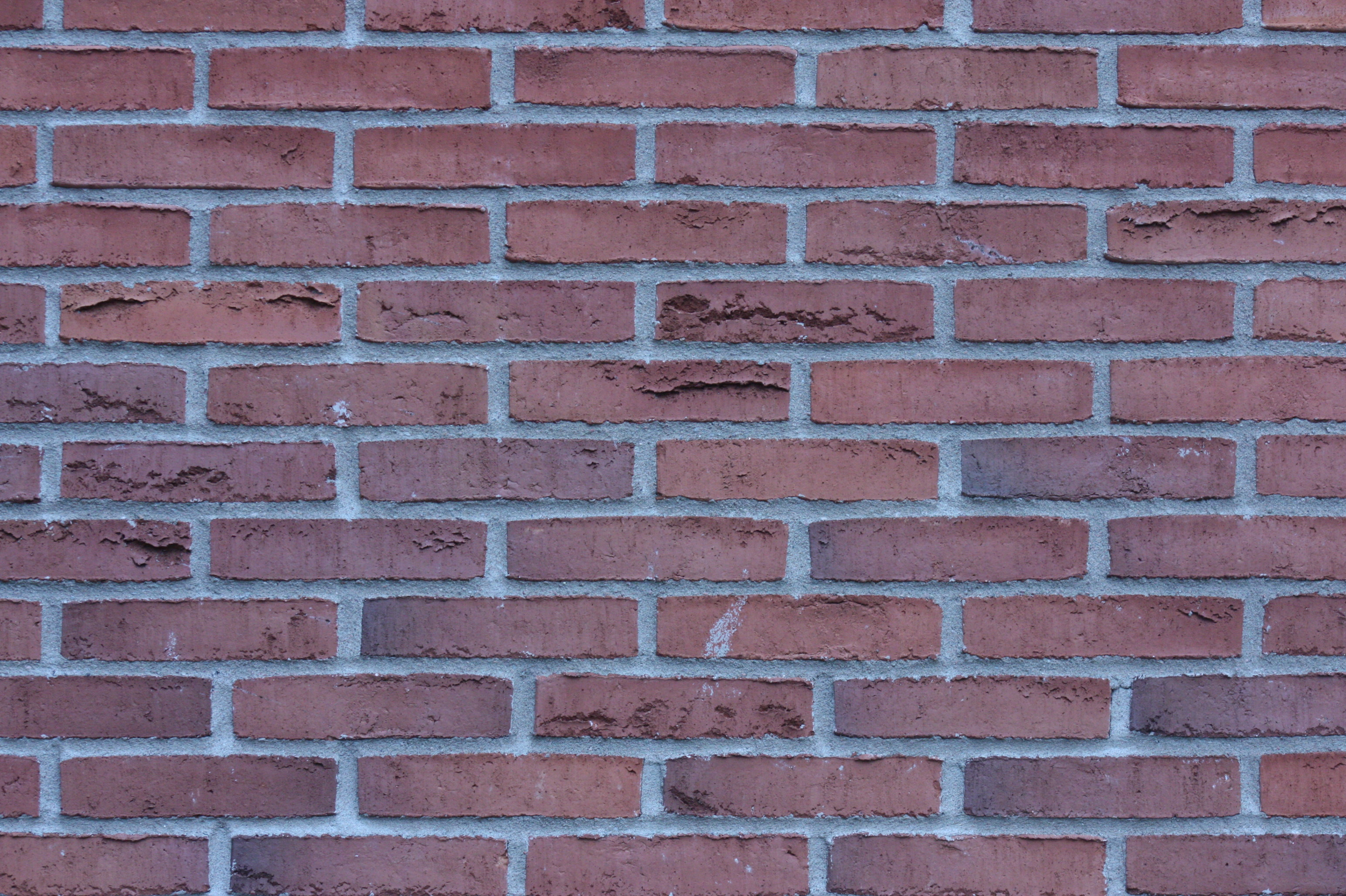
Obra de maçoneria realitzada amb maons i morter de ciment a Kuva, Finlàndia

### Maçoneria de pedra
Es fan servir carreus o pedres tallades o escairades prèviament a la construcció. És un mètode que ha estat emprat, sobretot per a la construcció de murs, vores i proteccions de les carreteres o per consolidar zones properes als rius.

### Maçoneria de maons
S'usa sobretot en la construcció de cases i edificis. En exteriors, l'obra vista sol ser també un element decoratiu molt durable i és una tècnica força valorada. Utilitza els maons com a matèria primera, que són col·locats en forma regular horitzontal o verticalment.

### Maçoneria de decoració
A base de pedres polides o vernissades, força comuna en façanes i exteriors de parcs, avingudes o carrers, amb la intenció d'embellir.

### Maçoneria estructural
És un mètode emprat per a la construcció d'edificis, torres o cases mitjançant morters de ciment. Els murs són reforçats des de la base amb bigues i perns de metall. Les obres realitzades amb aquesta tècnica poden ser més resistents i duradores que les realitzades amb altres maçoneries.

## Usos
La maçoneria s'usa comunament per a parets i edificis. Actualment, el totxo i el bloc de formigó són els tipus més comuns de maçoneria que s'utilitzen als països industrialitzats i poden ser de càrrega o no de càrrega. Els blocs de formigó, especialment aquells amb nuclis buits, ofereixen diverses possibilitats en la construcció de maçoneria. En general, proporcionen una gran resistència a la compressió i s'adapten millor a estructures amb càrregues transversals lleugeres quan els nuclis romanen sense farciment. Emplenar alguns o tots els nuclis amb formigó o formigó amb reforç d'acer (normalment barres de reforç) ofereix molta més resistència a la tracció i lateral a les estructures.

### Avantatges
- L'ús de materials com ara maons i pedres pot augmentar la massa tèrmica d'un edifici.
- La maçoneria és un producte no combustible i pot protegir l'edifici del foc.
- Les parets de maçoneria són més resistents als projectils, com els enderrocs d'huracans o tornados.

### Desavantatges
- El clima extrem, sota certes circumstàncies, pot causar la degradació de la maçoneria a causa de les forces d'expansió i contracció associades amb els cicles de congelació i descongelació.
- La maçoneria tendeix a ser pesada i s'ha de construir sobre una base sòlida, com a formigó armat, per evitar que s'assenti i s'esquerdi.
- A banda del formigó, la construcció de maçoneria no es presta bé a la mecanització i requereix mà d'obra més qualificada que l'estructura de bigues.
- La maçoneria està formada per components solts i té una baixa tolerància a l'oscil·lació en comparació amb altres materials com el formigó armat, els plàstics, la fusta o els metalls.

### Limitacions estructurals
Un problema amb les parets de maçoneria és que depenen principalment del seu pes per mantenir-se al seu lloc; cada bloc o maó només està feblement connectat amb el següent mitjançant una fina capa de morter. Aquesta és la raó per la qual no funcionen bé als terratrèmols, quan edificis sencers se sacsegen horitzontalment. Molts esfondraments durant els terratrèmols ocorren en edificis que tenen murs de maçoneria de càrrega. A més, els edificis més pesats que tenen maçoneria pateixen més danys.

## Blocs de formigó prefabricat

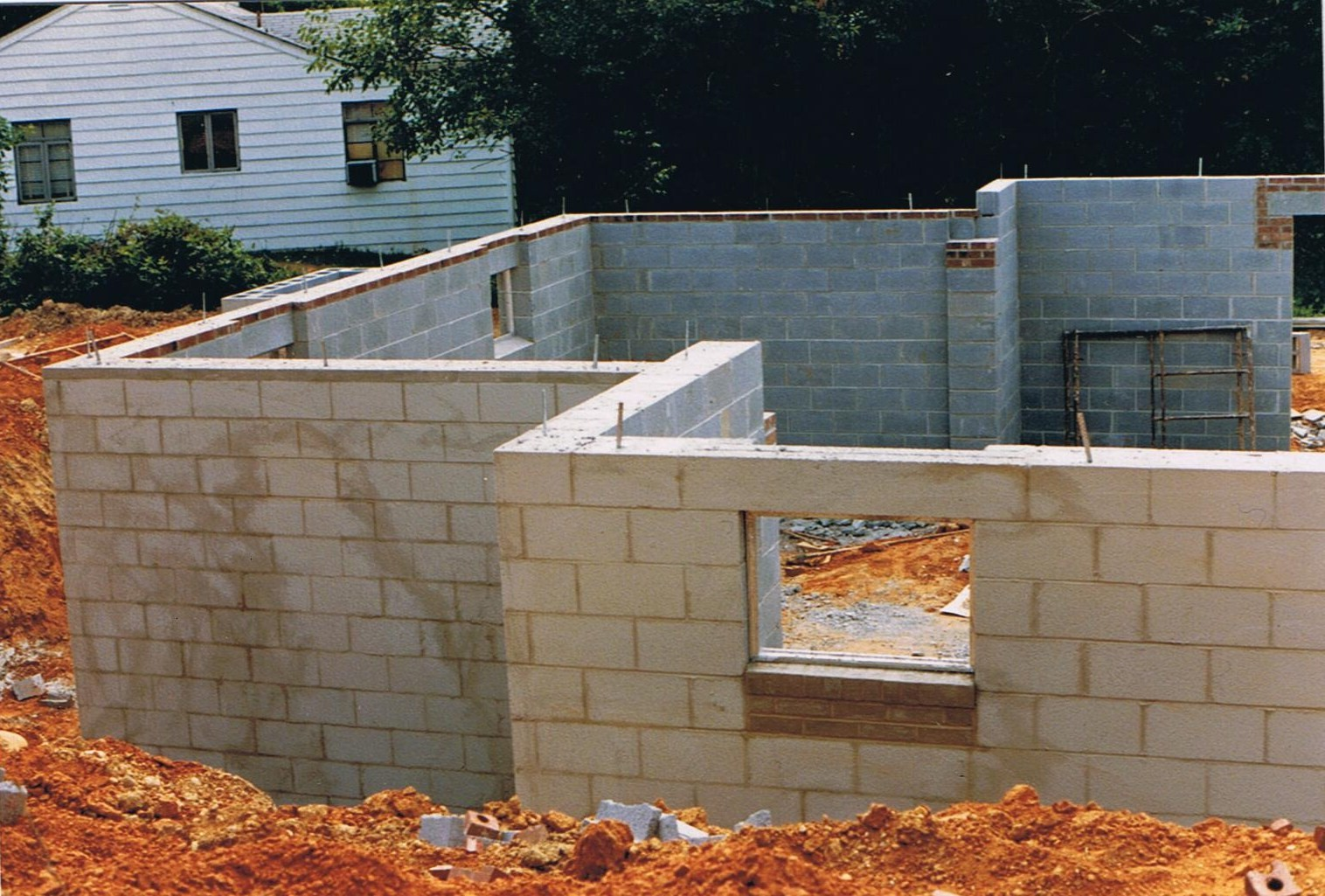
Unitats de maçoneria de formigó (CMU, per les sigles en anglès) o blocs a la paret d'un soterrani abans de l'enterrament.

Els blocs de concret de formigó, concret ordinari (blocs de concret) o teula buida es coneixen genèricament com a Unitats de Maçoneria de Concret (CMU, per les sigles en anglès). En general, són molt més grans que els maons ordinaris i, per tant, són molt més ràpids de posar per a una paret duna mida determinada. A més, els blocs de ciment i formigó solen tenir taxes d'absorció d'aigua molt més baixes que els maons. Sovint s'usen com a nucli estructural per a maçoneria de maons enxapats o s'usen sols per a les parets de fàbriques, garatges i altres edificis d'estil industrial on aquesta aparença és acceptable o desitjable. Aquests blocs sovint reben una superfície d'estuc per a la decoració. El ciment d'unió de superfícies, que conté fibres sintètiques per a reforç, es fa servir de vegades en aquesta aplicació i pot impartir resistència addicional a una paret de blocs. El ciment per adherir superfícies sovint té un color previ i es pot tenyir o pintar, cosa que dona com a resultat una superfície acabada similar a l'estuc.
Una paret de revestiment de maçoneria consta d'unitats de maçoneria, generalment maons a base d'argila, instal·lades en un o ambdós costats d'una paret estructuralment independent, generalment construïda de fusta o maçoneria. En aquest context, la maçoneria de maó és principalment decorativa, no estructural. El revestiment de maó generalment es connecta a la paret estructural mitjançant llaços de maó (tires de metall que s'uneixen a la paret estructural, així com les juntes de morter del revestiment de maó). En general, hi ha un espai d'aire entre el revestiment de maó i la paret estructural. Com que el maó a base d'argila generalment no és completament impermeable, la paret estructural sovint tindrà una superfície resistent a l'aigua (generalment paper enquitranat) i es poden deixar orificis de drenatge a la base del revestiment de maó per drenar la humitat que s'acumula dins l'espai d'aire. Els blocs de formigó, les pedres reals i cultivades i la tova enxapada de vegades es fan servir d'una manera molt similar.

### Maçoneria de revestiment
La majoria dels edificis aïllats que utilitzen blocs de formigó, maó, tàpia, pedra, revestiments o alguna combinació d'aquests compten amb aïllament interior en forma de blocs de fibra de vidre entre muntants de paret de fusta o en forma de plaques aïllants rígides cobertes amb guix o panells de guix. A la majoria dels climes aquest aïllament és molt més efectiu a l'exterior del mur, permetent que l'interior de l'edifici aprofiti l'esmentada massa tèrmica de la maçoneria. Tot i això, aquesta tècnica requereix algun tipus de superfície exterior resistent a la intempèrie sobre l'aïllament i, en conseqüència, generalment és més costosa.

### Gabions

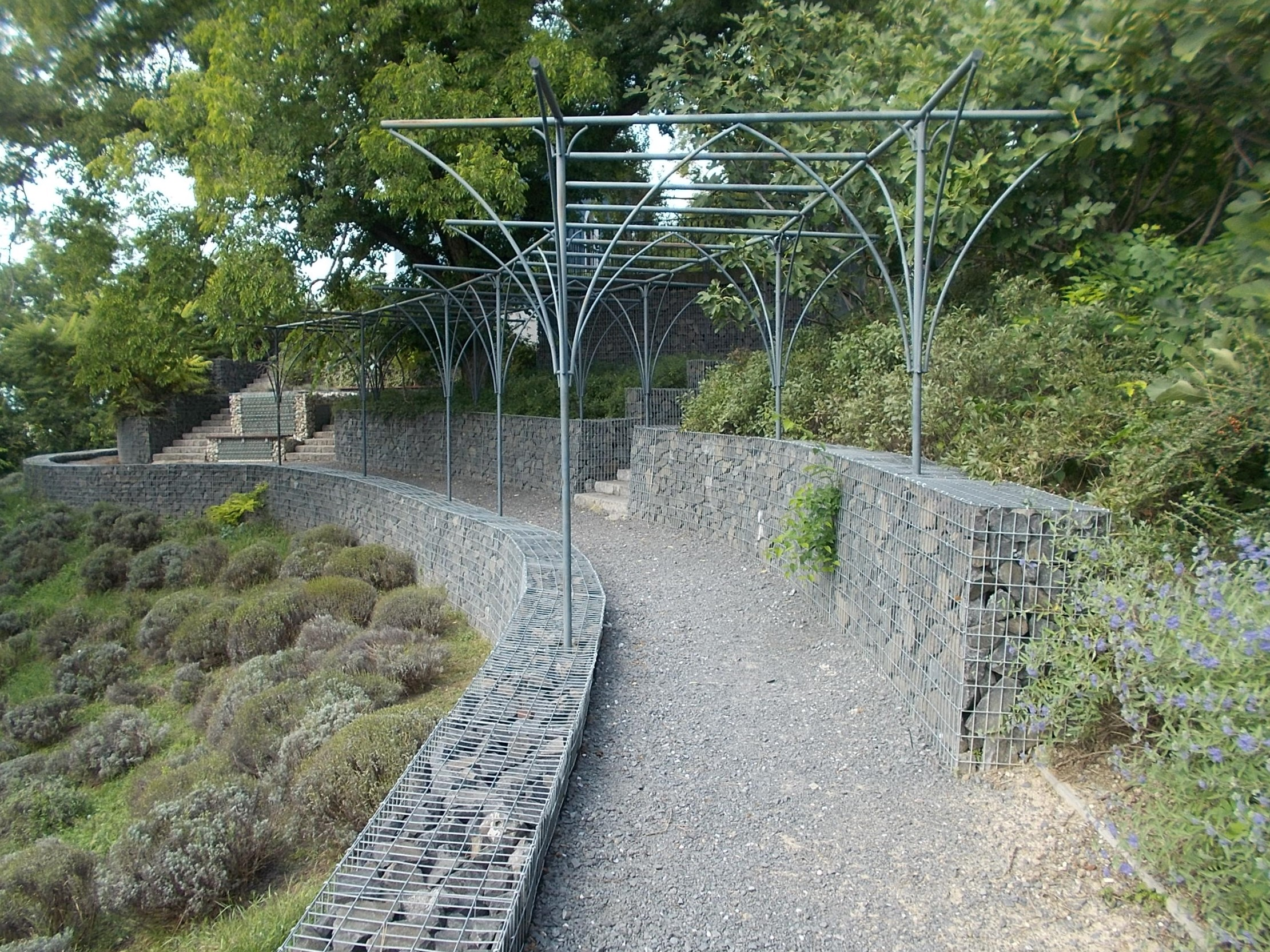
Mur de gabions.

Els gabions són cistelles, generalment d'acer galvanitzat que s'omplen amb pedra fracturada de mida mitjana. Aquests actuaran com una sola unitat i s'apilaran amb reculades per formar un revestiment o un mur de contenció. Entre els seus avantatges hi ha la capacitat de drenatge, flexibilitat, resistència a inundacions, suportar el flux d'aigua des de dalt, danys per gelades i flux des del terra. La seva vida útil esperada es basa en la resistència del cable de què estan compostos i si es fa servir en climes severs (com a la costa en un ambient d'aigua salada), on ha d'estar fet d'un cable resistent a la corrosió. La majoria dels gabions moderns són rectangulars.
Els gabions anteriors eren sovint cistelles de vímet cilíndriques, obertes en ambdós extrems, que s'usaven generalment per a construccions temporals, sovint militars.
Es pot fer un treball similar amb agregats més fins usant confinament cel·lular.

## Eines
Les eines bàsiques que el paleta usa per a la realització de les obres de maçoneria són:
- paleta i paletí per amassar, manipular i aplicar els morters i aglomerants.
- plana i remolinador per allisar i anivellar els recobriments de parets o sostres.
- cinta mètrica per al mesurament d'espais i elements de construcció.
- escaire per tallar, ajustar i comprovar les peces de l'obra en un angle de 90°
- santanell per a col·locar o adaptar peces a un angle determinat
- compàs per la mesura, comprovació i transport de radis i distàncies.
- plomada per verificar la verticalitat correcta dels murs i parets
- nivell per verificar la hortzontalitat dels plans.[15]

- Mur de maçoneria
- Marge de pedra seca